# Arquidiocese de Salzburgo
A Arquidiocese de Salzburgo (em latim: Archidiœcesis Salisburgensis) é uma arquidiocese da Igreja Católica na Áustria. Foi criada em 543 ou 698 e elevada em 20 de abril de 798. Acompanha o seu título o de Primaz da Germânia, por ser a mais antiga diocese da região. Possui hoje uma jurisdição de 208 paróquias, atendidas por 234 sacerdotes seculares e 82 regulares, com uma população de 513.126 católicos, ou seja, 75,1% do total da população em 2004.
A sede da arquidiocese é a Catedral de Salzburgo.

## História

### Abade-Bispado (século IV – ca. 482)
Cerca de 450, a Vida de São Severino relata que Salzburgo (na época, conhecida como Juvavo) possuía duas igrejas e um mosteiro. Muito pouco se sabe do primeiro bispado, e São Máximo é o único abade-bispo conhecido pelo nome. Um discípulo de São Severino, que foi martirizado na retirada de Nórica também é conhecido. Salzburgo foi destruída pouco depois de 482 e com ela o bispado, seis anos antes da partida das legiões romanas da região.

### Bispado (ca. 543/698 – 798)
São Ruperto, bispo de Worms, e chamado de "o Apóstolo da Baviera e Caríntia", veio mais tarde para a região e restabelecer a diocese depois de erguer uma igreja em Wallersee e encontrar as ruínas de Salzburgo cobertas por amoreiras silvestres. Não se sabe se ele chegou por volta de 543 durante o governo de Teodão I ou cerca de 698, quando a Baviera foi conquistada pelos Francos. Em todo caso, não foi depois de 700 que a civilização cristã ressurgiu na região. A catedral-mosteiro foi nomeada em homenagem a São Pedro e a sobrinha de Ruperto, Erentruda fundou o convento de freiras em Nomberga. São Bonifácio completou os trabalhos de São Ruperto, Salzburgo foi colocada sob a jurisdição do Arcebispado de Mogúncia. São Bonifácio discordava em quase tudo com o bispo São Virgílio, embora São Virgílio tenha começado o livro valioso Confraternitatum Liber, ou o Livro de Confraria de São Pedro.

### Arcebispado (798–1060)
Arno gozava do respeito do rei franco Carlos Magno, que atribuiu-lhe o território missionário entre os rios Danúbio, Rába, e Drava, que havia sido recentemente conquistado dos Ávaros. Monastérios foram fundados e toda a Caríntia foi aos poucos sendo cristianizada. Quando Arno foi a Roma tratar de negócios para Carlos Magno em 798, o Papa Leão III nomeou-o arcebispo sobre os outros bispos da Baviera (Frisinga, Passau, Ratisbona e Säben). Quando a disputa sobre a fronteira eclesiástica entre Salzburgo e Aquileia eclodiu, Carlos Magno declarou ser o rio Drava a fronteira. Arno iniciou também a reprodução de 150 volumes da corte de Carlos Magno, dando início a mais antiga biblioteca da Áustria.
O arcebispo Adalvino enfrentou grandes problemas quando o knyaz Rastislau da Grande Morávia tentou tirar seu reinado da influência eclesiástica dos germanos. O Papa Adriano II nomeou Metódio, o arcebispo de Panônia e Morávia, e foi só quando Rastislau foi capturado pelo rei Luís II, que Adalvino pode finalmente reivindicar seus direitos. Metódio apareceu no Sínodo de Salzburgo, onde ele foi atingido no rosto e preso em rígido confinamento por dois anos e meio. Adalvino tentou legitimar a sua prisão, mas foi obrigado a libertar Metódio quando o Papa ordenou-lhe que assim o fizesse.
Logo após, os Magiares devastaram a Grande Morávia e nenhuma igreja ficou de pé na Panônia. O arcebispo Dietmar I morreu em batalha em 907. Foi somente na Batalha de Lechfeld em 955, que os magiares sofreram uma esmagadora derrota, e a vida eclesiástica em Salzburgo voltou ao normal. No ano seguinte, após o arcebispo Heroldo aliar-se ao duque Liudolfo da Suábia e ao duque Conrado, o Vermelho da Lorena, ele foi deposto, preso, cego, e banido. O arcebispo Bruno, de Colônia, chamado de "o Criador de Bispos", nomeou Frederico I arcebispo e declarou independente a abadia de São Pedro. Em 996, o arcebispo Hartwig recebeu o direito de cunhar moedas.

### Era da Investidura (1060–1213)
Na era iniciada com o Papa Gregório VII, a Igreja Católica entrou num período de santificação e justiça na Igreja. O primeiro arcebispo da era foi Gebardo, que durante a Questão das investiduras permaneceu ao lado do Papa. Gebardo, portanto, ficou nove anos no exílio, e foi autorizado a regressar pouco antes da sua morte e foi enterrado em Admont. Seu sucessor Tiemão esteve preso por cinco anos, e sofreu uma morte terrível em 1102. Após o rei Henrique IV ter abdicado, Conrado I de Abensberga foi eleito arcebispo. Conrado viveu no exílio até a Calistine Concordata de 1122. Conrado passou os anos restantes de seu episcopado melhorando a vida religiosa da arquidiocese.
Os arcebispos novamente ficaram do lado do Papa durante a contenda entre eles e os Hohenstaufens. O arcebispo Eberardo I de Hilpolstein-Biburgo, foi autorizado a governar em paz, mas seu sucessor Conrado II da Áustria ganhou a ira do imperador e morreu em 1168 em Admont como um fugitivo. Conrado III de Wittelsbach foi nomeado Arcebispo de Salzburgo, em 1177, pela Dieta de Veneza, após os partidários do Papa e do Imperador terem sido depostos.

### Príncipe-Bispado (1213–1803)
O arcebispo Eberardo II de Ratisbona tornou-se príncipe do Império em 1213, e criou três novas sedes: Chiemsee (1216), Seckau (1218) e Lavant (1225). Em 1241, no Conselho de Ratisbona, ele denunciou o Papa Gregório IX, como sendo "o homem da perdição, a quem eles chamam de anticristo que, na sua extravagante vanglória diz, eu sou Deus, eu não posso errar". Ele argumentou que os dez reinos com os quais o anticristo estava envolvido  eram: o "turco, grego, egípcio, africano, espanhol, francês, inglês, alemão, siciliano e italiano, que agora ocupam as províncias de Roma". Ele declarou que o papado era o "chifre pequeno" de Daniel 7:8:

Um chifre pequeno cresceu com olhos e uma boca que falava grandes coisas, que é a redução de três desses reinos - ou seja, Sicília, Itália e Alemanha - para subserviência, é perseguir o povo de Cristo e os santos de Deus com intolerável oposição, é confundir coisas humanas e divinas, e estar a tentar coisas inexprimíveis, execráveis.
Eberardo foi excomungado em 1245 depois de recusar-se a publicar um decreto depondo o imperador e faleceu subitamente no ano seguinte. Durante o interregno alemão, em Salzburgo ocorreram também distúrbios. Filipe de Spanheim, herdeiro do Ducado da Caríntia, recusou-se a tomar consagrações sacerdotais, e foi substituído por Ulrico, bispo de Seckau.
O rei Rodolfo I de Habsburgo entrou em atrito com os arcebispos devido às manipulações do abade Henrique de Admont, e após a sua morte, os arcebispos e os Habsburgos celebraram a paz em 1297. O povo e os arcebispos de Salzburgo mantiveram-se fiéis aos Habsburgos nas suas lutas contra os Wittelsbachs. Quando a Peste negra chegou a Salzburgo em 1347, os judeus, foram acusados de envenenar os poços e sofreram grandes perseguições. Os judeus foram expulsos de Salzburgo em 1404. Posteriormente, os judeus foram autorizados a regressar, mas foram obrigados a usar chapéus pontudos. A Renascença foi um período de decadência cultural devido ao mau relacionamento dos arcebispos e de más condições do império durante o reinado de Frederico III.
As condições pioraram durante o reinado de Bernardo II de Rohr. O país estava em depressão, as autoridades locais aumentavam seus próprios impostos e os otomanos devastaram a arquidiocese. Em 1473, ele convocou a primeira dieta provincial da história do arcebispado, e posteriormente abdicou. Foi apenas com Leonardo de Keutschach (reinou entre 1495-1519), que a situação reverteu-se. Ele mandou prender no castelo todos os prefeitos e vereadores, que injustamente cobravam impostos. Seus últimos anos foram gastos na difícil luta contra Matthäus Lang de Wellenburg, bispo de Gurk, que lhe sucedeu em 1519.
Matthäus Lang foi amplamente ignorado nos círculos oficiais, apesar de sua influência se fazer sentir em todo o arcebispado. Ele mandou buscar mineiros da Saxônia para trabalharem nas minas da região, que trouxeram com eles livros e ensinamentos protestantes. Em seguida, ele tentou fazer com que a população se mantivesse católica, e durante a Guerra dos Camponeses, foi sitiado no Hohen-Salzburgo e declarado um "monstro" por Martinho Lutero. Os bispos seguintes tiveram decisão sábia e pouparam Salzburgo das devastações das guerras religiosas vistas em outros lugares da Alemanha. O arcebispo Wolfgang Teodorico de Raitenau deu aos protestantes a escolha de viverem na fé católica ou deixarem a cidade. A catedral foi reconstruída com tal esplendor que não havia concorrente em todo o norte dos Alpes.
O arcebispo Paris de Lodron conduziu Salzburgo para a paz e a prosperidade durante a Guerra dos Trinta Anos, na qual o restante da Alemanha foi completamente devastado. Durante o reinado de Leopold Anthony de Firmian, os protestantes surgiram mais vigorosamente do que antes. Ele então chamou para Salzburgo os jesuítas e pediu ajuda ao imperador, e, finalmente, condenou os protestantes a abjurarem ou emigrarem - cerca de 30.000 pessoas deixaram a cidade e estabeleceram-se em Württemberg, Hanôver e Prússia Oriental, e outros poucos estabeleceram-se na Geórgia, nos Estados Unidos. O último príncipe-arcebispo, Hieronymus von Colloredo, é provavelmente mais conhecido pelo seu patrocínio dado a Mozart. Suas reformas na igreja e nos sistemas de ensino isolaram-no do povo.

### Arquidiocese (1803 até hoje)
Em 1803, Salzburgo foi secularizado como o Eleitorado de Salzburgo pelo ex-Grão-Duque Fernando III da Toscana (irmão do imperador Francisco II), que perdeu o seu trono. Em 1805 passou para o domínio da Áustria e em 1809, para o da Baviera, que fechou a Universidade de Salzburgo, proibiu que os mosteiros aceitassem noviços, e proibiu romarias e procissões. O Congresso de Viena devolveu Salzburgo para os austríacos, em 1814, e a vida eclesiástica foi novamente normalizada pelo arcebispo Augustus John Gruber Joseph (governou entre 1823-1835). A arquidiocese foi restabelecida em 1818, sem poder temporal.

## Prelados

### Abades-Bispos de Juvavo ca. 300 – ca. 482
- São Máximo de Salzburgo, morto em 476.

Vago após ca. 482

### Bispos de Juvavo (a partir de 755, Salzburgo)
- São Ruperto, nasceu ca. 543 ou ca. 698 – ca. 718.
- Vital
- Ercenfrido
- Ansólogo
- Otacar
- Flóbrigo
- João I
- São Virgílio, ca. 745 ou ca. 767 – ca. 784

### Arcebispos de Salzburgo, 798–1213
- Arno 784–821
- Adalram 821–836
- Leutram 836–859
- Adalvino 859–873
- Adalberto I 873
- Dietmar I 873–907
- Pilgrim I 907–923
- Adalberto II 923–935
- Egilholfo 935–939
- Heroldo 939–958
- Frederico I 958–991
- Hartwig 991–1023
- Guntário 1024–1025
- Dietmar II 1025–1041
- Balduíno 1041–1060
- Gebardo 1060–1088
- Tiemão 1090–1101
- Conrado I de Abensberga 1106–1147
- Eberardo I de Hilpolstein-Biburgo 1147–1164
- Conrado II da Áustria 1164–1168
- Adalberto III da Boêmia 1168–1177
- Conrado III 1177–1183
- Adalberto III da Boêmia (restaurado) 1183–1200

### Príncipes-Arcebispos de Salzburgo, 1213–1803
- Eberardo II de Truchsees 1200–1246
- Bernardo I de Ziegenhain 1247
- Filipe da Caríntia 1247–1256
- Ulrico de Sekau 1256–1265
- Ladislau de Silésia-Liegnitz 1265–1270
- Frederico II de Walchen 1270–1284
- Rodolfo de Hoheneck 1284–1290
- Conrado IV von Breitenfurt 1291–1312
- Vicardo de Pollheim 1312–1315
- Frederico III de Liebnitz 1315–1338
- Henrique Pyrnbrunner 1338–1343
- Ordulfo von Wiesseneck 1343–1365
- Pilgrim II von Pucheim 1365–1396
- Gregório Schenk de Osterwitz 1396–1403
- Eberardo III de Neuhaus 1403–1427
- Eberardo IV de Starhemberg 1427–1429
- João II de Reichensperg 1429–1441
- Frederico IV Truchsees de Emerberga 1441–1452
- Sigismundo I de Volkersdorf 1452–1461
- Burkhard Weisbriach 1461–1466
- Bernardo II de Rohr 1466–1482
- Bernardo III Peckenschlager 1482–1489
- Frederico V de Eschalemburgo 1489–1494
- Sigismundo II 1494–1495
- Leonardo de Keutschach 1495–1519
- Matthäus Lang von Wellenburg 1519–1540
- Ernesto da Baviera 1540–1554
- Michael von Khuenburg 1554–1560
- Johann Jakob Khun von Bellasy 1560–1586
- Georg von Khuenburg 1586–1587
- Wolfgang Dietrich von Raitenau 1587–1612
- Marcus Sittich von Hohenems 1612–1619
- Paris von Lodron 1619–1653
- Guidobald von Thun 1654–1668
- Maximilian Gandolph von Künburg 1668–1687
- Johann Ernst von Thun 1687–1709
- Franz Anton von Harrach 1709–1727
- Leopold Anton von Firmian 1727–1744
- Jakob Ernst von Liechtenstein-Castelcorno 1744–1747
- Adnreas Jakob von Dietrichstein 1747–1753
- Sigismund III von Schrattenbach 1753–1771
- Hieronymus Graf von Colloredo 1772–1803 (último príncipe-arcebispo, perdeu o poder temporal em 1803 após a secularização)

### Arcebispos de Salzburgo
- Hieronymus Graf von Colloredo 1803–1812
  - Sigmund Christoph von Zeil und Trauchburg 1812-1814 (administrador apostólico)
  - Leopold Maximilian von Firmian  1814-1822 (administrador apostólico)
- Augustin Johann Joseph Gruber  1823-1835
- Friedrich Johann Joseph Cölestin Fürst zu von Schwarzenberg 1835-1849
- Maximiliano Joseph von Tarnóczy 1850-1876
- Franz de Paula Albert Eder, O.S.B. 1876-1890
- Johann Evangelist Haller 1890-1900
- Johannes Baptist Katschthaler 1900-1914
- Balthasar Kaltner 1914-1918
- Ignaz Rieder 1918-1934
- Sigismund Waitz 1934-1941
- Andreas Rohracher 1943-1969
- Eduard Macheiner 1969-1972
- Karl Berg 1972-1988
- Georg Eder 1988-2002
- Alois Kothgasser, S.D.B. 2002-2013
- Franz Lackner, O.F.M. desde 2013